# Gulnoza Matniyazova
Gulnoza Matniyazova (Pichokchi, 10 de agosto de 1994) es una deportista uzbeka que compite en judo.
Ganó dos medallas en los Juegos Asiáticos, en los años 2018 y 2022, y seis medallas en el Campeonato Asiático de Judo entre los años 2013 y 2022.

## Palmarés internacional
| Juegos Asiáticos    | Juegos Asiáticos       | Juegos Asiáticos  | Juegos Asiáticos |
| Año                 | Lugar                  | Medalla           | Categoría        |
| ------------------- | ---------------------- | ----------------- | ---------------- |
| 2018                | Yakarta (Indonesia)    | Medalla de bronce | –70 kg           |
| 2022                | Hangzhou (China)       | Medalla de bronce | –70 kg           |
| Campeonato Asiático |                        |                   |                  |
| Año                 | Lugar                  | Medalla           | Categoría        |
| 2013                | Bangkok (Tailandia)    | Medalla de bronce | –70 kg           |
| 2015                | Kuwait (Kuwait)        | Medalla de plata  | –70 kg           |
| 2016                | Taskent (Uzbekistán)   | Medalla de bronce | –70 kg           |
| 2019                | Fujairah (EAU)         | Medalla de plata  | –70 kg           |
| 2021                | Biskek (Kirguistán)    | Medalla de oro    | –70 kg           |
| 2022                | Nursultán (Kazajistán) | Medalla de plata  | –70 kg           |